# Znovu Paříž
Znovu Paříž (ve francouzském originále Revoir Paris) je francouzský hraný film z roku 2022, který režírovala Alice Winocour podle vlastního scénáře. Film měl světovou premiéru 21. května 2022 na filmovém festivalu v Cannes v sekci Quinzaine des réalisateurs.

## Děj
Mia je ruská tlumočnice v Paříži, která žije s přítelem Vincentem. Jednoho večera ji cestou domů na motorce překvapí bouřka. Schová se proto do restaurace. Na restauraci však zaútočí teroristé.
Traumatizovaná Mia poté stráví tři měsíce na venkově se svou matkou. Chce pochopit, co se stalo a rozhodne se vrátit do Paříže. Trpí částečnou amnézií a většinu událostí si nepamatuje. Připojí se ke spolku obětí, které si navzájem pomáhají. Setkává se také s Thomasem, který ten večer s kolegy slavil narozeniny. Je vážně zraněn na nohou, ale vše si pamatuje.
Postupně Mia získává zpět kousky paměti. Uvědomí si, že strávila dlouhou dobu v úkrytu ve společnosti zaměstnance kuchyně restaurace, který ji držel za ruku. Chce ho najít, aby si byla jistá, že přežil, ale její pátrání komplikuje skutečnost, že jde o imigranta bez dokladů. Odstěhuje se od Vincenta, který nechápe, čím si prochází, aby se sblížila s Thomasem. Konečně najde Assana, kuchaře, který ji držel za ruku, a mohou se konečně obejmout.

## Obsazení
| Virginie Efira        | Mia       |
| Benoît Magimel        | Thomas    |
| Grégoire Colin        | Vincent   |
| Maya Sansa            | Sara      |
| Amadou Mbow           | Assane    |
| Nastya Golubeva Carax | Félicia   |
| Anne-Lise Heimburger  | Camille   |
| Sokem Ringuet         | Hakim     |
| Sofia Lesaffre        | Madeleine |

## Ocenění
- Cena Alice Guy: nejlepší režie pro Alice Winocour
- César: nejlepší herečka (Virginie Efira)
- Cena Magritte: nejlepší herečka (Virginie Efira)